# Bogusław Ignacy Sczaniecki
Bogusław Ignacy Sczaniecki herbu Ossoria (ur. w 1739 w Godurowie, zm. 17 marca 1810 w Rawiczu) – poseł na Sejm Czteroletni z województwa kaliskiego w 1790 roku. 
Syn Krystyny z Bojanowskich i Michała Sczanieckich. Był konsyliarzem konfederacji targowickiej z województwa poznańskiego. Szambelan Jego Królewskiej Mości.